# Akira Endo
Akira Endo (japonès: 遠藤章)  (Higashiyuri, 14 de novembre de 1933 - Tòquio, 5 de juny de 2024) va ser un bioquímic japonès que mercès a les seves investigacions en la biosíntesi dels fongs i el colesterol va portar al desenvolupament de fàrmacs amb estatines, que són alguns dels productes farmacèutics més venuts de la història.

## Biografia
Endo va néixer en una granja al nord del Japó, de seguida va despertar-se-li l'interès pels fongs i era un admirador d'Alexander Fleming. Va obtenir una llicenciatura a la Universitat de Tohoku a Sendai el 1957 i un doctorat en bioquímica a la mateixa universitat el 1966.
De 1957 a 1978 va treballar com a investigador a l'empresa química Sankyo Co.; inicialment va treballar en enzims fúngics per processar sucs de fruites. Els descobriments reeixits en aquest camp li van fer guanyar el crèdit suficient per a traslladar-se a la ciutat de Nova York el 1966 i passar-se dos anys a l'Albert Einstein College of Medicine com a investigador associat treballant en el colesterol.
El seu treball més important a la dècada del 1970 va ser sobre les extrolites fúngiques i la seva influència en la síntesi de colesterol. Va plantejar la hipòtesi que els fongs utilitzaven productes químics per allunyar els organismes paràsits mitjançant la inhibició de la síntesi de colesterol. Les membranes cel·lulars dels fongs contenen ergosterol en lloc del colesterol, cosa que els permet produir compostos que inhibeixen el colesterol. El 1971 va trobar que un cultiu amb citrinina tenia una potent activitat inhibidora contra la HMG-CoA reductasa i reduïa els nivells de colesterol sèric en rates, però la investigació es va suspendre a causa de la toxicitat renal.
Endo va estudiar 6.000 compostos, dels quals només tres extrolites de Penicillium citrinum aïllats d'una mostra d'arròs recollida en una botiga de cereals a Kyoto van mostrar un efecte. Els resultats d'estudis clínics només es van informar l'any 1980. Un d'ells, la mevastatina, va ser el primer membre de la classe de fàrmacs de les estatines. Poc després, es va trobar la lovastatina, la primera estatina comercial, al motlle d'Aspergillus. Tot i que la mevastatina mai es va convertir en un fàrmac aprovat, el derivat de la mevastatina pravastatina sí.
A finals dels anys 1970, es va traslladar de nou a Tòquio i va ser professor associat i més tard professor titular (1986-) a la Universitat d'Agricultura i Tecnologia de Tòquio entre 1979 i 1997. Després de la seva jubilació oficial, es va convertir en el president de Biopharm Research Laboratories.